# Hiram Kümper
Hiram Kümper (* 17. Juli 1981 in Bochum) ist ein deutscher Historiker.

## Leben
Er studierte an der Ruhr-Universität Bochum Geschichte, Philosophie und Germanistik. Nach der Promotion 2007 in Mannheim bei Karl-Friedrich Krieger war er kurz wissenschaftlicher Assistent an der Hochschule Vechta und zwischen 2009 und 2013 akademischer Rat an der Universität Bielefeld. Er ist ordentlicher Professor für Geschichte des Spätmittelalters und der frühen Neuzeit an der Universität Mannheim und Vorsitzender des Vereins für Orts- und Heimatkunde in der Grafschaft Mark. Seit 2020 ist er Herausgeber der Reihe Persönlichkeit und Geschichte.

## Schriften (Auswahl)
- Sachsenspiegel. Eine Bibliographie. Mit einer Einleitung zu Überlieferung, Wirkung und Forschung. Verlag Traugott Bautz, Nordhausen 2004, ISBN 3-88309-148-0.
- Johann Gottlieb Heineccius – HISTORIA IURIS CIVILIS ROMANI AC GERMANICI (2 Bände). Verlag Traugott Bautz, Nordhausen 2005, ISBN 978-3-88309-336-9.
- Secundum iura Saxonica. Verlag Traugott Bautz, Nordhausen 2005, ISBN 978-3-88309-305-5.
- Regimen von der Wehrverfassung. Ein Kriegsmemorandum in der Gießener Handschrift 996, zugleich ein Beitrag zur städtischen Militärgeschichte des 15. Jahrhunderts (= Berichte und Arbeiten aus der Universitätsbibliothek und dem Universitätsarchiv Gießen. Band 55). Gießen 2006, ISBN 3-9808042-4-0. Download.
- Von Karolingern zu Kohleöfen. Eine kleine Bochumer Stadtgeschichte. Erfurt 2006, ISBN 978-3-89702-936-1.
- mit Michaela Pastors (Hrsg.): Florilegium. Verlag Traugott Bautz, Nordhausen 2006, ISBN 978-3-88309-374-1.
- Sachsenrecht. Studien zur Geschichte des sächsischen Landrechts in Mittelalter und früher Neuzeit (= Schriften zur Rechtsgeschichte. Band 142). Berlin 2009, ISBN 978-3-428-13093-1.
- Historikerinnen: eine biobibliographische Spurensuche im deutschen Sprachraum. Stiftung Archiv der deutschen Frauenbewegung, Kassel 2009. ISBN 978-3-926068-15-6.
- mit Vladimir Simić (Hrsg.): Practicing new Editions. Transformation and Transfer of the Early Modern Book, 1450-1800. Verlag Traugott Bautz, Nordhausen 2011, ISBN 978-3-88309-306-2.
- Rezensionen: finden – verstehen – schreiben. Schwalbach i. Ts. 2012 (zus. mit Nicolai Hannig), ISBN 978-3-89974-648-8.
- Materialwissenschaft Mediävistik. Eine Einführung in die Historischen Hilfswissenschaften. Paderborn 2014, ISBN 3-8252-8605-3.
- Rastatter Frieden. Der Spanische Erbfolgekrieg. Rastatt 1714 – der Janustempel wird geschlossen. Rastatt 2014, ISBN 978-3-944635-08-8.
- Knappen, Krisen, Kapital. Der mittelalterliche Silberbergbau von Oberzeiring und seine überregionale Bedeutung (= Historisches Zeiring. Band 3). Pölstal 2017, ISBN 978-3-9502012-2-2.
- Zwischen Laienkelch und Landesherren. Evangelische Bewegung und Gegenreformation in Wasserburg am Inn. Wasserburg 2017, ISBN 978-3-943911-13-8.
- Der Stoff, aus dem Geschichte wird. Quellenarbeit im Studium anleiten (= Forum Hochschuldidaktik. Kleine Reihe). Frankfurt a. M. 2018, ISBN 978-3-7344-0746-8.
- Die mittelalterlichen und neuzeitlichen Handschriften in der Stiftungsbibliothek am Oberlandesgericht Celle. Wiesbaden 2018, ISBN 978-3-447-10833-1.
- Der Traum vom Ehrbaren Kaufmann. Die Deutschen und die Hanse. Berlin 2020,                                  ISBN 978-3-549-07649-1.
- mit Dieter Wegener: Ernst Ehrhardt – Dombaumeister. Ein Architektenleben zwischen Preußen und Bremen. Bremen 2022, ISBN 978-3-8378-1061-5.